# Форостовичи
Форостовичи (укр. Форостовичі) — село в Новгород-Северском районе Черниговской области Украины. Население — 222 человека. Занимает площадь 0,119 км².
Почтовый индекс: 16060. Телефонный код: +380 4658.

## Власть
Орган местного самоуправления — Кировский сельский совет. Почтовый адрес: 16060, Черниговская обл., Новгород-Северский р-н, с. Троицкое, ул. Кирова, 51.